# Moore (Idaho)
Moore és una població dels Estats Units a l'estat d'Idaho. Segons el cens del 2000 tenia 196 habitants.

## Demografia
Segons el cens del 2000, Moore tenia 196 habitants, 81 habitatges, i 57 famílies. La densitat de població era de 261 habitants/km².
Dels 81 habitatges en un 25,9% hi vivien nens de menys de 18 anys, en un 63% hi vivien parelles casades, en un 7,4% dones solteres, i en un 28,4% no eren unitats familiars. En el 23,5% dels habitatges hi vivien persones soles el 13,6% de les quals corresponia a persones de 65 anys o més que vivien soles. El nombre mitjà de persones vivint en cada habitatge era de 2,42 i el nombre mitjà de persones que vivien en cada família era de 2,9.
Per edats la població es repartia de la següent manera: un 25% tenia menys de 18 anys, un 3,6% entre 18 i 24, un 25% entre 25 i 44, un 25% de 45 a 60 i un 21,4% 65 anys o més.
L'edat mediana era de 43 anys. Per cada 100 dones de 18 o més anys hi havia 83,8 homes.
La renda mediana per habitatge era de 28.984 $ i la renda mediana per família de 30.000 $. Els homes tenien una renda mediana de 31.875 $ mentre que les dones 15.208 $. La renda per capita de la població era de 14.732 $. Aproximadament el 10% de les famílies i el 13,1% de la població estaven per davall del llindar de pobresa.

## Poblacions més properes
El següent diagrama mostra les poblacions més properes.